# Leptogenys rouxi
Leptogenys rouxi är en myrart som först beskrevs av Carlo Emery 1914.  Leptogenys rouxi ingår i släktet Leptogenys och familjen myror. Inga underarter finns listade i Catalogue of Life.